# Dansk Center for Undervisningsmiljø
Dansk Center for Undervisningsmiljø (DCUM) er en dansk statslig institution, der skal medvirke til at sikre og udvikle et godt undervisningsmiljø på uddannelsessteder og et godt børnemiljø i dagtilbud. Centret er organiseret som en selvstændig enhed under Børne- og Undervisningsministeriet, men udfører sit arbejde uafhængigt af ministeriet.
DCUM blev etableret i 2001 på baggrund af vedtagelsen af undervisningsmiljøloven, og fik udvidet sit arbejdsområde med vedtagelsen af børnemiljøloven i 2006. Centret fungerer som videnscenter, der arbejder for at inddrage børn, elever og studerende i kvalitetsudviklingen af det miljø, de færdes i til daglig. Fra og med 1.august 2017 huser DCUM ligeledes Den Nationale Klageinstans mod Mobning.
DCUM beskæftiger 10 fastansatte medarbejdere og er beliggende i Randers.